# JTC-801
JTC-801は、科学研究において使用されているオピオイド鎮痛薬である。
JTC-801はノシセプチン受容体（IRL-1受容体としても知られている）に対する選択的アンタゴニストである。ノシセプチン受容体は4番目に発見されたオピオイド受容体であり、まだ一番理解が進んでいない。ノシセプチン受容体は複合的な作用を有し、痛みや炎症反応に関与する多くのプロセスに関わっており、この受容体の活性化は用量に依存して痛みを増加あるいは減少させる。ノシセプチン受容体に作用する薬剤は、非ステロイド性抗炎症薬 (NSAIDs) やμ-オピオイドアゴニスト薬、カンナビノイドといったプロスタグランジン合成酵素阻害剤を含む伝統的な鎮痛剤の効果に影響する。
JTC-801は、経口で有効な薬剤であり、ノシセプチン受容体をブロックし、様々な動物実験で鎮痛効果を示し、神経損傷と関連する神経因性疼痛やアロディニアに対して特に有用である。